# Deaflympics d'été de 1969
Les Deaflympics d'été de 1969, officiellement appelés les XI World Games of the Deaf, ont lieu le 9 août 1969 au 16 août 1969 à Belgrade, en Yougoslavie à l'époque.
Ces Jeux rassemblent 1189 athlètes de 33 pays. Ils participent à douze sports et quatorze disciplines qui regroupent un total de cent cinq épreuves officielles.

## Sport
Les Deaflympics d'été de 1969 a quatorze disciplines dont dix individuelles et quatre en équipe.

### Sports individuels
- Athlétisme
- Gymnastique artistique
- Marathon
- Cyclisme sur la route
- Lutte
- Natation
- Plongeon
- Tennis
- Tennis de table
- Tir sportif

### Sports en équipe
- Basket-ball
- Football
- Handball
- Volleyball

## Pays participants
Les Deaflympics d'été de 1969 ont accueilli 1189 athlètes de 33 pays: 
- Allemagne de l'Ouest
- Allemagne de l'Est
- Argentine
- Australie
- Autriche
- Belgique
- Bulgarie
- Canada
- Colombie
- Danemark
- États-Unis
- Finlande
- France
- Grèce
- Hongrie
- Iran
- Israël
- Italie
- Yougoslavie
- Japon
- Mexique
- Norvège
- Nouvelle-Zélande
- Pays-Bas
- Pologne
- Royaume-Uni
- Roumanie
- Suède
- Tchécoslovaquie
- Turquie
- Union soviétique
- Venezuela
- Suisse

## Compétition

### Tableau des médailles
- Pays organisateur (Yougoslavie)

| Rang    | Nation               | Or  | Argent | Bronze | Total |
| ------- | -------------------- | --- | ------ | ------ | ----- |
| 1       | Union soviétique     | 36  | 32     | 24     | 92    |
| 2       | États-Unis           | 22  | 22     | 19     | 63    |
| 3       | Hongrie              | 8   | 4      | 8      | 20    |
| 4       | Italie               | 7   | 6      | 8      | 21    |
| 5       | Allemagne de l'Ouest | 6   | 2      | 2      | 10    |
| 6       | Iran                 | 5   | 2      | 3      | 10    |
| 7       | Pologne              | 4   | 6      | 8      | 18    |
| 8       | Yougoslavie          | 3   | 2      | 8      | 13    |
| 9       | Allemagne de l'Est   | 3   | 2      | 3      | 8     |
| 10      | Canada               | 2   | 4      | 1      | 7     |
| 11      | Finlande             | 2   | 2      | 2      | 6     |
| 12      | Royaume-Uni          | 2   | 2      | 0      | 4     |
| 13      | Bulgarie             | 1   | 6      | 5      | 12    |
| 14      | Danemark             | 1   | 4      | 1      | 6     |
| 15      | Suède                | 1   | 1      | 4      | 6     |
| 16      | Argentine            | 1   | 1      | 0      | 2     |
| 17      | Norvège              | 1   | 0      | 0      | 1     |
| 18      | Japon                | 0   | 3      | 7      | 10    |
| 19      | Tchécoslovaquie      | 0   | 2      | 1      | 3     |
| 20      | Suisse               | 0   | 2      | 0      | 2     |
| 21      | Australie            | 0   | 1      | 0      | 1     |
| 22      | Pays-Bas             | 0   | 0      | 3      | 3     |
| 22      | Roumanie             | 0   | 0      | 3      | 3     |
| 24      | Colombie             | 0   | 0      | 1      | 1     |
| 24      | France               | 0   | 0      | 1      | 1     |
| Total： | Total：              | 105 | 105    | 105    | 315   |

### La France aux Deaflympics
Il s'agit de sa 11e participation aux Deaflympics d'été. 15 athlètes français étaient venus pour concourir sous le drapeau français, et ils ont pu remporter une médaille de bronze.